# ActiveX
ActiveX – przestarzała biblioteka komponentów i kontrolek stworzona przez Microsoft. ActiveX mógł służyć do wymiany danych pomiędzy różnymi aplikacjami działającymi pod kontrolą systemów operacyjnych Windows. W szczególności był wykorzystywany w przeglądarce Internet Explorer do wywoływania różnych funkcji systemowych (np. do wsparcia AJAX). Wsparcie dla ActiveX zostało wycofane w 2015 w przeglądarce Microsoft Edge.
ActiveX wywodzi się z wcześniejszych technologii Microsoftu – OLE i COM. ActiveX jest zaprojektowana jako technologia modularna.
Z technologicznego punktu widzenia, kontrolki ActiveX są podzbiorem komponentów typu COM. Kontrolki ActiveX mają swój początek w komponentach VBX, na bazie których stworzono kontrolki OCX, nazwane później ActiveX.

## Wykorzystanie
Z technologii tej korzystały kontrolki ActiveX, służące do uruchamiania aplikacji osadzonych w interfejsie użytkownika, na przykład na formie na stronie WWW (jako aplet).
Niektóre obiekty można było również używać bardziej bezpośrednio w JavaScript (właściwie JScript). W szczególności w IE5 w ramach biblioteki MSXML udostępniono dostęp do asynchronicznego wywołania żądań (później element technologii AJAX, który został ustandaryzowany jako XMLHttpRequest).
W Delphi pewne specyficzne komponenty ActiveX będące kontenerami złożonymi z innych kontrolek określane są mianem ActiveForm. Komponenty typu ActiveForm (jak również ActiveX) mogą zostać osadzone na stronie www programu Internet Explorer (czyniąc ją jednak niedostępną dla użytkowników innych przeglądarek).

## Alternatywy
Technologia ActiveX jako taka nie została zaimplementowana w żadnej innej przeglądarce, nawet w nowej przeglądarce Microsoftu. Microsoft ostrzegał również przed używaniem ActiveX w IE11, ponieważ technologię można było wykorzystać do zbierania danych o komputerze lub do zainfekowania komputera przez to, że ActiveX był bardzo podatny na zagrożenia bezpieczeństwa.
Microsoft zmienił rodzaj głównej technologii dla kontrolek, tworząc środowisko .NET. Kontrolki Windows Forms wyparły ActiveX, ale częściowe wsparcie dla ActiveX zostało zachowane przynajmniej do wersji 4.x.
W przeglądarkach różne rodzaje kontrolek zostały ustandaryzowana w ramach HTML5. Wcześniej już pojawił się obiekt XHR zastępujący żądania AJAX przez ActiveX, a w 2015 roku w Chrome i w Firefox zaimplementowane zostało nowe Fetch API.